# بير بارترام
بير بارترام (بالدنماركية: Per Bartram)‏ هو لاعب كرة قدم دنماركي في مركز الهجوم، ولد في 8 يناير 1944 في أودنسه في الدنمارك. شارك مع منتخب الدنمارك لكرة القدم. أما مع النوادي، فقد لعب مع كريستال بالاس ونادي أودنسه ونادي غرينوك مورتون.

## وصلات خارجية
- بير بارترام على موقع قاعدة بيانات كرة القدم.إي يو (الإنجليزية)
- بير بارترام على موقع ناشيونال فوتبول تيمز (الإنجليزية)
- بير بارترام على موقع عالم كرة القدم.نت (الإنجليزية)